# Valley of Tears
Valley of Tears (Hebreeuws: ק הַבָּכָא, Emek HaBakha) is een Israëlische serie uit 2020 die draait om de slag op de Golanhoogvlakte tijdens de Jom Kipoer-oorlog. De serie beslaat tien afleveringen en werd geregisseerd door Ron Leshem. Valley of Tears was de duurste Israëlische serie tot dan toe. Er staat een tweede seizoen gepland waarbij de nadruk ligt op de Libanonoorlog uit 1982.

## Plot
De serie speelt zich af tijdens de Jom Kipoer-oorlog van oktober 1973, waarbij Israël werd verrast door een gezamenlijke aanval van Egypte in het zuiden en Syrië in het noorden. De eerste dagen leek het er op dat Israël de oorlog ging verliezen.
Centraal staan drie verhaallijnen die gaandeweg steeds meer samenvallen. De eerste lijn draait om de de briljante, maar ook hysterisch korporaal Avinoam, werkzaam bij een inlichtingendienst, die als enige de aanval door de Syriërs ziet aankomen. Zijn collega's nemen hem niet serieus. Hij waarschuwt luitenant Yoav, in alles het tegenovergestelde van Avinoam, die daardoor zijn bus richting zijn vriendin Dafna mist en Jom Kippoer moet doorbrengen op de buitenpost op de berg Hermon. Die buitenpost wordt aan het begin van de Syrische invasie ingenomen. Avinoam en Yoav weten te ontkomen, maar Yoav loopt uiteindelijk op een mijn en moet door Avinoam worden achtergelaten. Terwijl deze hulp gaat halen valt Yoav in handen van de Syriërs.
De tweede verhaallijn draait om de vrienden Melakhi Bardugo, Marco Dolzi en Jackie Alush. Zij dienen bij een tankbataljon op de Golan. De vrienden zijn actief bij de Zwarte Panters, een activistische protestgroep die bij acties geweld niet schuwt. Na het gooien van een molotovcocktail is Melakhi gepakt door de politie, maar weet te ontsnappen. De politie wist veel over hem waardoor hij vermoedt verraden te zijn. Intussen nemen Marco en Jackie het in hun tank op tegen de aanstormende Syriërs.
Als derde is er het personage van Meni Ben-Dror, een succesvolle film-ster. Hij heeft een zoon, Yoni genaamd, die hij amper kent. Als hij hoort dat Yoni op de Golanhoogvlakte vecht wil hij hem gaan halen. Onderweg neemt hij Yoavs vriendin Dafna, ook een soldate, en Melahki mee als lifter. Intussen komt het tankbataljon van Marco en Jackie in aanraking met Yoni Ben Dror. Kaspi, de leider van het tankbataljon, ziet Yoni's eenheid aan voor Syriërs en opent het vuur. Yoni Ben Dror is de enige overlevende en wordt door hen meegenomen.
Nadat Melakhi zijn eenheid weet te bereiken komen ze vast te zitten op een heuvel, samen met een aantal infanteristen. Er is een zwaar te kort aan munitie en het Israëlische leger dreigt overlopen te worden. De middelen ontbreken om de omsingelde groep te hulp te komen. Zij verbergen zich in een bunker. Op het moment dat de Syriërs handgranaten naar binnen beginnen te gooien komt Jackie Alush naar buiten en weet hen wijs te maken dat hij de enige overlevende is. Hij wordt krijgsgevangen gemaakt
Meni Ben-Dror weet intussen waar zijn zoon is en weet een Israëlische eenheid over te halen hen te ontzetten. De mannen in de bunker worden meer dood dan levend aangetroffen. Zij worden meegenomen, maar worden na een paar uur alsnog ingezet omdat de Syriërs dreigen door te breken. Meni Ben Dror neemt de plaats over van Alush als tankcomandant, terwijl zoon Yoni de plek inneemt van lader. Kort voordat zij ten strijde gaan verzoenen vader en zoon zich met elkaar. Marco biecht tegelijkertijd aan Melakhi op dat hij informatie aan de politie heeft verstrekken, om zijn moeder te beschermen.
Avinoam heeft inmiddels  de basis bereikt en heeft contact met Dafna. Hij overhandigd haar een ring die van Yoavs' grootmoeder is geweest. Bij een poging om Yoav te lokaliseren wordt Avinoam krijgsgevangen gemaakt door de Syriërs. Tijdens ondervragingen wordt hij zwaar gemarteld. Tijdens een confrontatie krijgt hij Yoav te zien die naar hem roept om niets te vertellen.
Het tankbataljon van Melakhi en Marco weet een overmacht aan Syrische tanks te stoppen door van dichtbij het gevecht aan te gaan. Dit is een idee van Melakhi. Omdat de Syriërs vechten met gesloten kleppen zijn ze in het nadeel. De slag is het keerpunt in de oorlog. Daarna is het tijd voor Israël om in het offensief te gaan. Tijdens de tankslag verliest Yoni het leven.

## Cast

### Hoofdrollen
- Aviv Alush als luitenant Yoav Mazoz
- Shahar Tavoch als korporaal Avinoam Shapira
- Maor Schwitzer als korporaal Melakhi Bardugo
- Ofer Hayoun als korporaal Marco Dolzi
- Imri Biton als korporaal Jackie Alush
- Omer Perelman Striks als stafsergeant Nimrod Calspi
- Joy Rieger als luitenant Dafna Hirshberg
- Lior Ashkenazi als Meni Ben-Dror
- Lee Biran als soldaat Yoni Ben-Dror

### Bijrollen
- Ido Bartal als luitenant Aviram
- Ami Smolartchik als Bentzi
- Lidor Edri als Riki Dolzi
- Ofri Biterman als luitenant Elad
- Tom Gal als stafsergeant Fiksman
- Ohad Knoller als kolonel Almogi
- Tom Hagi als sergeant Shendori
- Tom Avni als kapitein Tamir